# Челмсфорд (Массачусетс)
Челмсфорд (англ.  Chelmsford ) — город в округе  Мидлсекс  в штате Массачусетс США.

## Описание
Находится в северо-восточном Массачусетсе, в 24 милях (39 км) к северу от Бостона; город Лоуэлл примыкает к северо-востоку. Основанный в 1633 году, он был назван в честь города Челмсфорд в Англии, и инкорпорирован в 1655 году. Чугунолитейный завод с использованием местной болотной руды был построен там в 1656 году. В начале XIX века важным было производство пиломатериалов, текстиля и гранита. Услуги, торговля и производство электроники, компьютерного оборудования и других лёгких изделий в настоящее время являются центральными для экономики.

## Население
| 2010   | 2020    |
| ------ | ------- |
| 33 802 | ↗36 392 |